# České vize
České vize jsou česká celostátní přehlídka amatérské a studentské tvorby, která se od roku 2020 koná v Ústí nad Orlicí. Pořadatelem je Národní informační a poradenské středisko pro kulturu (NIPOS).

## Historie
Přehlídka navazuje na tradici soutěží a přehlídek Zlaté slunce, která probíhala v Blansku od roku 1953. Proto v roce 2023 proběhl již 70. ročník, přestože pod jiným názvem.

## Charakteristika
Přehlídka se věnuje především studentskému, nezávislému a amatérskému filmu a rozvoji filmové výchovy. Přehlídka je rozdělena do několika soutěžních i nesoutěžních sekcí: České vize (autoři od 18 let), Malé vize (autoři do 19 let), Zkrátka vize, GameVize a vize Ji.hlavy (ve spolupráci s MFDF Jihlava). Přehlídka je součástí celostátního postupového systému přehlídek, které probíhají v Praze, Červeném Kostelci, Zruči nad Sázavou, Kroměříži a Svitavách. Spolupořadatelem je Klubcentrum Ústí nad Orlicí, partnerem akce je národní registr amatérského filmu Filmdat, Asociace pro filmovou a audiovizuální výchovu nebo Ministerstvo kultury České republiky. Místem konání je Roškotovo divadlo, Klub kultury a Malá scéna.[zdroj?]

## Hosté
Na přehlídce probíhá řada setkání a workshopů, které realizují pozvaní hosté přehlídky z řad filmových tvůrců, historiků, teoretiků či publicistů. Mezi hosty patří například Rudolf Adler, Tereza Czesany Dvořáková, Martin Štoll, Petr Hanák, Martin Čihák, Milan Šebesta, Pavel Bednařík, Šárka Gmiterková, David Brabec, Dita Stuchlíková, Jindřich Karásek a další.[zdroj?]